# Edward Stettinius, Jr.
Edward Stettinius, Jr. (n. 22 octombrie 1900, Chicago, Illinois, SUA – d. 31 octombrie 1949, Greenwich, Connecticut, SUA) a fost un politician american, Secretar de Stat al Statelor Unite între 1944 și 1945.
A fost vicepreședinte al  General Motors Corporation (1931) și președinte al consiliului director al U.S. Steel Corporation (1934). 
Ca secretar de stat al Statelor Unite ale Americii (1944-1945), a fost consilier al președintelui Franklin D. Roosevelt la Conferința de la Ialta. 
A condus delegația Statelor Unite la Națiunile Unite, organizând conferința de la San Francisco și a fost primul delegat al Statelor Unite la Națiunile Unite (1945-1946)